# Agostino von Hassell

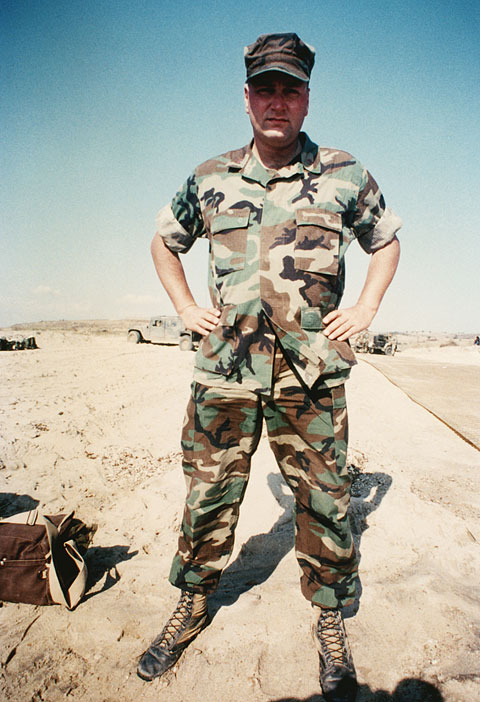
Agostino von Hassell.

Agostino von Hassell (Bonn, 1953) nació en el seno de una familia diplomática europea con marcado cariz histórico. Su bisabuelo, el Gran Almirante Alfred von Tirpitz, construyó la Flota Imperial Alemana antes de la Primera Guerra Mundial. Su abuelo paterno, el embajador alemán Ulrich von Hassell, fue ejecutado el 8 de septiembre de 1944 después de haber participado en el intento de asesinato de Hitler del 20 de julio de 1944 (Operación Valquiria). Su abuelo materno, el teniente general Bogislav von Studnitz, primer comandante de París en la Segunda Guerra Mundial, fue asesinado por orden de Hitler en enero de 1943. Su padre, el embajador Wolf Ulrich von Hassell, fue uno de los dos primeros embajadores de la República Federal de Alemania ante las Naciones Unidas.

## Biografía
Hassell creció entre Roma y Bruselas, trasladándose a Nueva York en su juventud. Se graduó en historia europea en la Universidad de Columbia en 1974 con B.A., y en la misma universidad el 1975 se graduó con "awards" en periodismo. Ha dado clases como profesor adjunto en el John Jay College of Criminal Justice, Nueva York, y es miembro del grupo de profesores del New York City Police Department en asuntos tales como contraterrorismo y liderazgo.
Hassell es un miembro activo de la Asociación de Corresponsales de Combate de la Marina de los Estados Unidos, de la Asociación de la Industria de la Defensa Nacional, de la Sociedad OSS, de la Sociedad Americana de Fotógrafos de Revista, de la Marine Corps Law Enforcement Foundation,... Hassell es también un Caballero de Justicia de la soberana orden " Orthodox Knights Hospitaller of St. John".
Actualmente es presidente de "Repton Group", una organización de consultoría y de inteligencia con sede en la ciudad de Nueva York especializada en temas de seguridad nacional.

## Escritor
Ha escrito extensivamente sobre el ejército y la historia de la guerra para publicaciones como The Marine Corps Gazette, Die Zeit (Alemania), Naval Proceedings, Defense News y el Navy Times, entre otras. Es el autor de Warriors: The United States Marine Corps and Strike Force: U.S. Marine Corps Special Operations, así como de In Honor of America y, junto con Herm Dillon, West Point: The Bicentennial Book. En noviembre de 2006 St. Martin’s Press en New York publicó el libro Alliance of Enemies: The Untold Story of the Secret American and German Collaboration to End World War II, en el cual Hassell es coautor con Sigrid Macrae. Este libro explora los contactos secretos entre la OSS -Office of Strategic Services- y el servicio de inteligencia alemán Abwehr durante la Segunda Guerra Mundial.
Hassell está ahora trabajando en Typhoon, un libro que sigue la pista a la tormenta de aromas y sabores que barrió el mundo con los viajes del descubrimiento provocados por el cierre de la ruta de las especies.